# Ignacij Knoblehar
Ignacij Knoblehar, tudi Knobleher, znan pod vzdevkom Abuna Soliman, slovenski duhovnik, misijonar in raziskovalec, * 6. julij 1819, Škocjan na Dolenjskem, † 13. april 1858, Neapelj, Italija.

## Življenje
Rodil se je očetu Ignaciju st. in materi Uršuli (rojena Štancar). Po študiju teologije v Ljubljani in Rimu, kjer si je pridobil znanje tujih jezikov in naravoslovja, je odpotoval v Sudan, kjer je postal apostolski vikar za osrednjo Afriko s središčem v Kartumu ter pričel ustanavljati misijonske postaje. Knoblehar je med letoma 1848 in 1857 deloval predvsem na področju Belega Nila v južnem Sudanu. Zaradi dejavnega raziskovanja in poslanstva si je Knoblehar v tem času pridobil podporo in velik vpliv v samem Vatikanu in na Dunaju. Kot prvemu belcu mu je leta 1850 uspelo doseči točko na 4º 44' severne zemljepisne širine. S pomočjo Dunajskega geografskega društva (Geographische Gesellschaft Wien), katerega častni član je postal leta 1857, je naredil več prvenstvenih odprav po Nilu. Leta 1857 se je zaradi slabih razmer v misijonu vrnil po pomoč v Evropo, kjer pa je zaradi izčrpanosti umrl.
Po njem se imenuje ulica za Bežigradom v Ljubljani. V občini Škocjan pa se občinski praznik imenuje Knobleharjevo in ga praznujejo na dan obletnice njegovega rojstva.

## Delo
Med svojim delovanjem v misijonih je napisal številne zapiske o etnogeografskih značilnostih dežele, ki jih je objavljal v slovenskih časopisih. Izdal je tudi knjigo Potovanje po beli reki. Svojo etnografsko zbirko predmetov vzhodnosudanskega plemena Bari je podaril Slovenskemu etnografskem muzeju v Ljubljani.

## Ignacij Knoblehar kot literarni lik
Knobleharjevo misijonarsko delovanje med sudanskimi plemeni je navdihnilo pesnika Antona Umeka, da je leta 1863, pet let po Knobleharjevi smrti, izdal epsko pesnitev o njegovem življenju z naslovom Abuna Soliman. Pesnitev nosi naslov po vzdevku, ki so ga Knobleharju dali njegovi učenci – sudanski črnci.